# Piwnica Świdnicka w Krakowie
Piwnica Świdnicka, zwana również Indiami – nieistniejąca już piwiarnia zlokalizowana w północno-wschodnim narożniku piwnic krakowskiego ratusza, z oknami wychodzącymi na Rynek, pod adresem Rynek Główny 1.

## Historia
Zgodnie z obowiązującymi w Krakowie średniowiecznymi zwyczajami i królewskimi prawami, sprowadzane spoza miasta piwo mogło było sprzedawane tylko pod kontrolą Rady Miejskiej, a że krakowscy rajcy mieli na tę intratność nadany odpowiedni przywilej królewski, prowadzili działalność rozprowadzania w grodzie trunku sprowadzanego ze Świdnicy, wprost z ratuszowych piwnic - stąd wzięła się jej nazwa Piwnica Świdnicka (podobne piwnice funkcjonowały np. we Wrocławiu, czy w Toruniu). Piwo wytwarzane w Krakowie (przez lokalny cech piwowarów) pod koniec XV wieku było gorsze od świdnickiego oraz klasztornego z Kazimierza, popyt na nie się więc zmniejszał, rósł za to na trunek świdnicki sprowadzany do piwnic pod ratuszem. 
Piwnica cieszyła się tak złą sławą, że opisał ją nawet Andrzej Frycz Modrzewski:
Ludzie próżnujący cały dzień tam leżą, piją

a żywią się z nierządnicami bardzo rozpustnie:

dzieweczek i niewiast uczciwych pod zasłoną tańca

albo jakiej innej gry do siebie proszą, a w ten czas

o ich stateczność pilno starają. A gdzież swarów,

guzów, ran, ochronienia, zabijania, przytrafia się

jako w karczmach.

W 1456 roku król Kazimierz Jagiellończyk odebrał rajcom przywilej sprowadzania piwa, jednak już w 1501 roku Jan I Olbracht zniósł ojcowski zakaz i nadał Krakowowi monopol na sprzedaż piwa świdnickiego.
Wielu złodziejaszków i ludzi marginesu znajdywało tutaj schronienie toteż w 1540 roku Piwnica Świdnicka została zamknięta ponieważ:
niecne białogłowy, wiedząc iż mężczyźni podochoceni z piwnicy wychodzą - sidła na nich nastawiały przy wejściu, które Indianami zwano.
Po chwilowym zastoju, ratuszowe podziemia przekształcono w karczmę, nazwaną Szynk Indie (nawiązującą do poprzedniej potocznej Indyja) dalej przyciągając ludzi marginesu społecznego i złodziejaszków. W 1757 roku niejaki Maciej Głogowski, oskarżony o kradzież zeznaje: Mieszkałem w Piwnicy Świdnickiej przez pięć niedziel. Nazwa "świdnicka" przyjęta od wybornego piwa śląskiego dotrwała prawie do czasów zburzenia Ratusza które nastąpiło w latach 1817-1820, a od XVIII wieku kiedy piwnica ponownie zaczęła cieszyć się złą sławą wśród krakowian, została nazwana pospolicie "świńską", zaś w 1717 roku odnotowano określenie spelunca latronum - jaskinia łotrowska. Nazwy te znalazły nawet oddźwięk w aktach urzędowych, lustracjach i inwentarzach.
Ambroży Grabowski tak charakteryzował to miejsce w XIX wieku:

Była to izba podziemna, właściwiej piwnica z większemi oknami, które były zarówno z poziomem Rynku krakowskiego pod gmachem dawnego ratusza krakowskiego, zburzonego już za istnienia Rzczpltej krakowskiej. W tej izbie był szynk wódek i piwa wielce odwiedzany, bo na dobrem miejscu wśród Rynku, gdzie stek ludzi. Zwykle w niedzielę i święta grywała tam muzyka i odbywały się tańce, gdzie hulało pospólstwo, parobki, dziewki, lokaje, kucharki i t. p. hołota. Zabawnie to było przechodząc około ratusza tą stroną od szewskich jatek słyszeć głos skrzypców,  
cymbałów i basów, wychodzący z pod ziemi, i widzieć, jak wesołe i wódką ożywione biesiadników pary kręcąc się wybijały hołupce. Nieraz w porze lata, przechodząc wieczorem, stawałem nad oknem i nachyliwszy się słuchałem rubasznych śpiewek, krakowiaków, i przypatrywałem się wesołej drużynie. Lud prosty mówił zwykle: „Pójdźmy do Indyi na wódkę, na piwo", „Tańcowałem w Indyi" i t. p., a położenie podziemne tego miejsca dało początek nazwaniu; do Indyi wchodziło się po schodkach z Rynku krak.

## Współczesność
Po remoncie piwnic ratuszowych w latach 1961-1967 otwarto w niej Kawiarnię Ratuszowa, która nawiązywała wystrojem i tradycjami do średniowiecznej Piwnicy Świdnickiej. Współcześnie w lokalu funkcjonuje "RestroBar Ratuszowa".